# Tsjerni Vrach (Boergas)
Tsjerni Vrach (Bulgaars: Черни връх) is een dorp in de Bulgaarse gemeente Kameno, oblast Boergas. Tsjerni Vrach ligt hemelsbreed 12 km ten zuidwesten van de provinciehoofdstad Boergas en 329 km ten zuidoosten van Sofia.

## Bevolking
Op 31 december 2020 telde het dorp Tsjerni Vrach 910 inwoners.
| Bevolkingsontwikkeling tussen 1934 en 2020          |
| --------------------------------------------------- |
|                                                     |
| Bron: Nationaal Statistisch Instituut van Bulgarije |

In het dorp wonen grotendeels etnische Bulgaren. In de optionele volkstelling van 2011 identificeerden 685 van de 695 ondervraagden zichzelf als etnische Bulgaren, oftewel 98,6%.
| Etnische samenstelling van de respondenten (2011) | Etnische samenstelling van de respondenten (2011) | Etnische samenstelling van de respondenten (2011) | Etnische samenstelling van de respondenten (2011) | Etnische samenstelling van de respondenten (2011) |
| ------------------------------------------------- | ------------------------------------------------- | ------------------------------------------------- | ------------------------------------------------- | ------------------------------------------------- |
|                                                   |                                                   |                                                   |                                                   |                                                   |
| Bulgaren                                          | Bulgaren                                          |                                                   | 98,6%                                             | 98,6%                                             |
| Turken                                            | Turken                                            |                                                   | 0,0%                                              | 0,0%                                              |
| Roma                                              | Roma                                              |                                                   | 0,0%                                              | 0,0%                                              |
| Anders/Onbekend                                   | Anders/Onbekend                                   |                                                   | 1,4%                                              | 1,4%                                              |